# Mirosław Bulzacki
Mirosław Andrzej Bulzacki (Łódź, 23 ottobre 1951) è un ex calciatore polacco, di ruolo difensore.

## Carriera
Con la Nazionale polacca ha preso parte ai Mondiali 1974, chiusi al terzo posto.